# Ostrovy Protinožců
Ostrovy Protinožců (anglicky Antipodes Islands) je neobydlená skupinka skalnatých ostrovů nacházejících se jihovýchodně od Nového Zélandu pod jehož správu patří.

## Situace
Ostrovy jsou položeny v subantarktické jižní části Tichého oceánu, asi ve vzdálenosti 800 km jihovýchodně od Nového Zélandu. Souostroví je tvořeno hlavně největším ostrovem trojúhelníkové tvaru (Antipodes Island, 20 km²) který je asi 7 km dlouhý a 3 km široký. Pak následuje podstatně menší (Bollons Island, 2 km²) a dále několik drobných ostrůvků, např. Leeward Island, Archway Island, Windward Islands atd. Tato skupina nehostinných, neobydlených ostrovů se rozkládá přibližně na 49° 41' jižní zeměpisné šířky a 178° 45' východní zeměpisné délky. Patří mezi méně známé a nejméně navštěvované ostrovy. Ostrovy Protinožců jsou nejvýchodnějším územím na východní polokouli (měřeno od 0. poledníku); svůj název dostaly podle své přibližně protilehlé polohy vůči Londýnu.
Skalnaté ostrovy jsou sopečného původu, nejvyšším bodem je v centru ostrova momentálně neaktivní sopka Mount Galloway vysoká 366 m v jejímž kráteru je jezero o rozloze asi 5,5 ha. Pravděpodobně byla v holocénu posledním aktivním vulkánem v souostroví. Vyvřeliny mladší 1 mil. let jsou složeny hlavně z tufu a čediče který se vyskytuje u pobřeží v zátoce Anchorage Bay v podobě sloupů vysokých až 150 m. Na ostrově jsou také travnaté planiny i bažinaté oblasti s rašeliništi až 8 m hlubokými. Na severozápadě ostrova v oblasti Cave Point jsou nad hladinou moře ve výšce asi 90 m rozlehlé jeskyně. Ostrov nemá dobrý přístav, nejpříhodnější místo ke vstupu na ostrov je zátoka Ringdove Bay.
Počasí je na ostrově převážně stále větrné a často prší. Průměrná teplota je v nejteplejším období okolo +16 °C, v nejchladnějším jen +3 °C, nikdy ale neklesá pod 0 °C. Teploty mezi dnem a nocí nejsou příliš rozdílné.

## Historie
Ostrovy Protinožců objevil v roce 1800 britský kapitán Henry Waterhouse který ho původně pojmenoval Penantipodes, což bylo postupně zkráceno na Antipodes. Nejsou věrohodné důkazy, že ostrovy byly již předtím obydleny.
Na ostrovy tehdy připlouvalo velké množství lachtanů kteří se od roku 1805 stali pro svou kožešinu objektem lovců. Divoký lov skončil jejich brzkým vyhubením, zhruba za dva roky. Později byl proveden pokus s chovem dobytka, ten brzy skončil neúspěchem. Protože se ostrovy vyskytovaly v nebezpečných místech (časté bouřky, nemožnost orientace, skály) v blízkosti tehdejších lodních tras a předpokládala se ztroskotání, bylo na ostrově zřízeno skladiště potravin a potřebných věcí pro přežití trosečníků. Koncem 19. století byly ostrovy přiřazeny k tehdejší britské kolonií Novému Zélandu.

## Fauna a flora
Ostrovy mají za sebou dlouhou historii odloučení od jiných ostrovů a pevniny. Izolace vedla, společně s drsným podnebím a minimálním vlivem lidí nebo zvířat (vyjma dovezených myší, které mívaly na zdejší prostředí významný vliv, avšak v roce 2016 došlo k jejich vyhubení) na prostředí, k vytvoření ekosystému značného vědeckého významu.

### Flora
Nejčastější rostlinou je trsnatá tráva Poa litorosa která může dorůstat za příhodných podmínek až do výše přes 1 m, na vlhkých místech zase kapradina Polystichum vestitum a ostřice Carex ternaria. Ve vyšších polohách rostou plavuně, mechy a lišejníky. Na ostrovech se vyskytují čtyři endemické rostliny Coprosma antipoda, Gentiana antipoda, Senecio antipodus a Stellaria decipiens. Roste zde i nepůvodní lipnice roční.

### Fauna
Ze savců pravidelně na ostrově vyvádějí své mladé rypouš sloní a lachtan Forsterův. Na ostrovech celoročně přebývají nebo přilétají hnízdit převážně tito ptáci:
- Tučňáci: tučňák chocholatý, tučňák patagonský, tučňák skalní a tučňák snarský.
- Trubkonosí: buřňák bělobradý, buřňák bělohlavý, buřňák černobílý, buřňák Hallův, buřňák hrdliččí, buřňák hrubozobý, buřňák kerguelenský, buřňák menší, buřňák temný, buřňák zavalitý, buřňáček černobřichý, buřňáček šedohřbetý a buřník obecný.
- Terejové: kormorán bountský.
- Vrubozobí: kachna pruhohlavá.
- Dlouhokřídlí: bekasina malá, kameňáček pestrý, racek jižní a rybák jižní.
- Papoušci: kakariki antipodský a kakariki rudočelý.
- Pěvci: kos černý, kruhoočko australopacifické a linduška Anthus novaeseelandiae.

Z výše uvedených jsou bekasina malá a kakariki antipodský považováni za endemity. Mimo tyto žijí na ostrově i druhotně rozšíření ptáci: drozd zpěvný, kachna divoká, pěvuška modrá, špaček obecný a vrabec domácí.
Vyskytuje se zde také hodně endemického hmyzu. Je zvláštní, že mnoho druhů je nelétavých nebo jen s malými křídly, pravděpodobně je to způsobeno trvalými větry.

## Současnost
V roce 1998 byly ostrovy Protinožců vyhlášeny za součást Celosvětového dědictví s názvem Novozélandské subantarktické ostrovy. Ostrovy jsou trvale neobydleny a pro zachování původního rázu krajiny a nerušení vzácných živočichů při hnízdění je vstup na ně novozélandskou vládou zakázán. Jsou pouze v omezeném počtu povolovány turistické plavby lodí do jejich blízkosti za účelem pozorování zvířat.

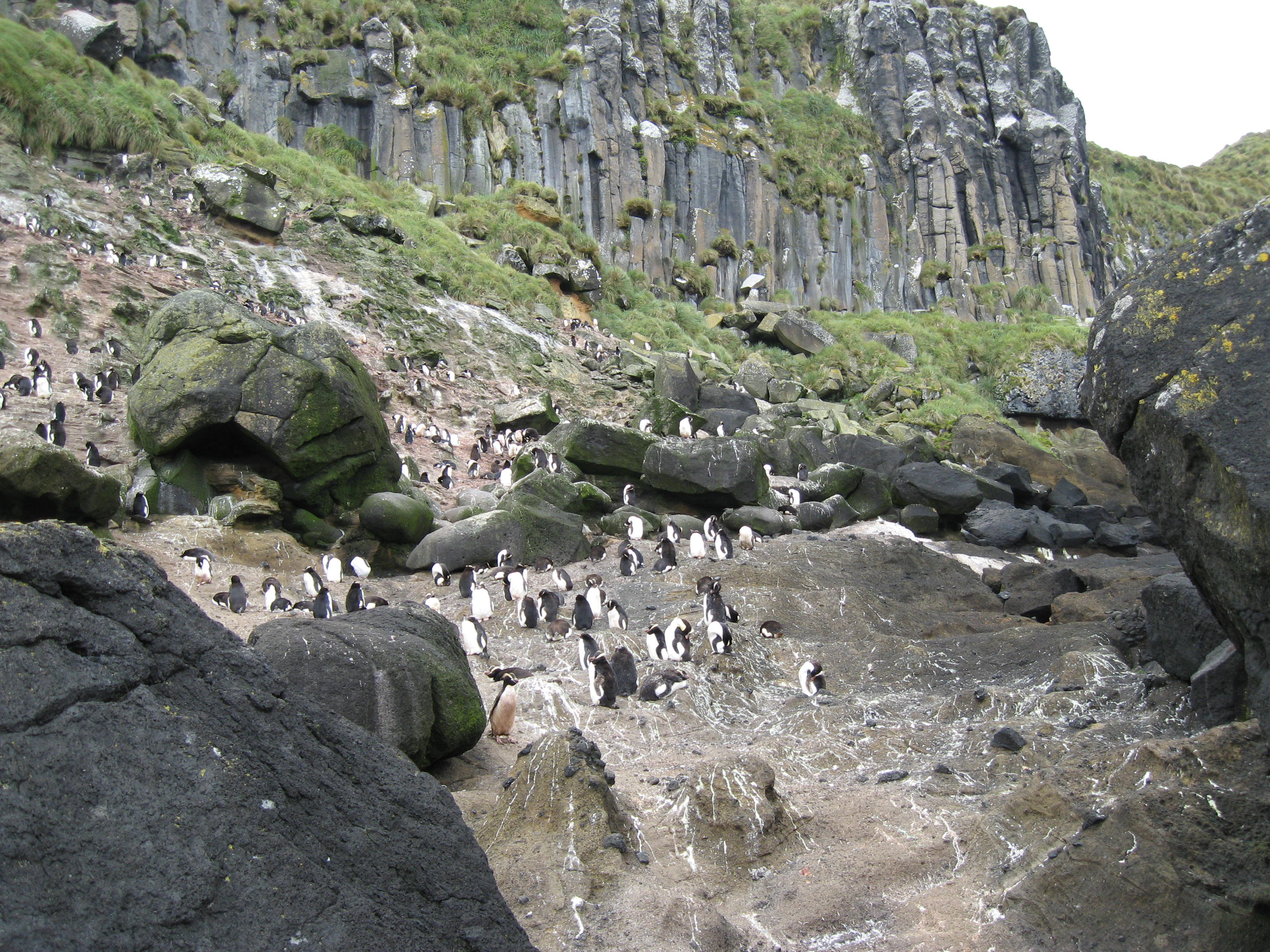
Kolonie tučňáka chocholatého
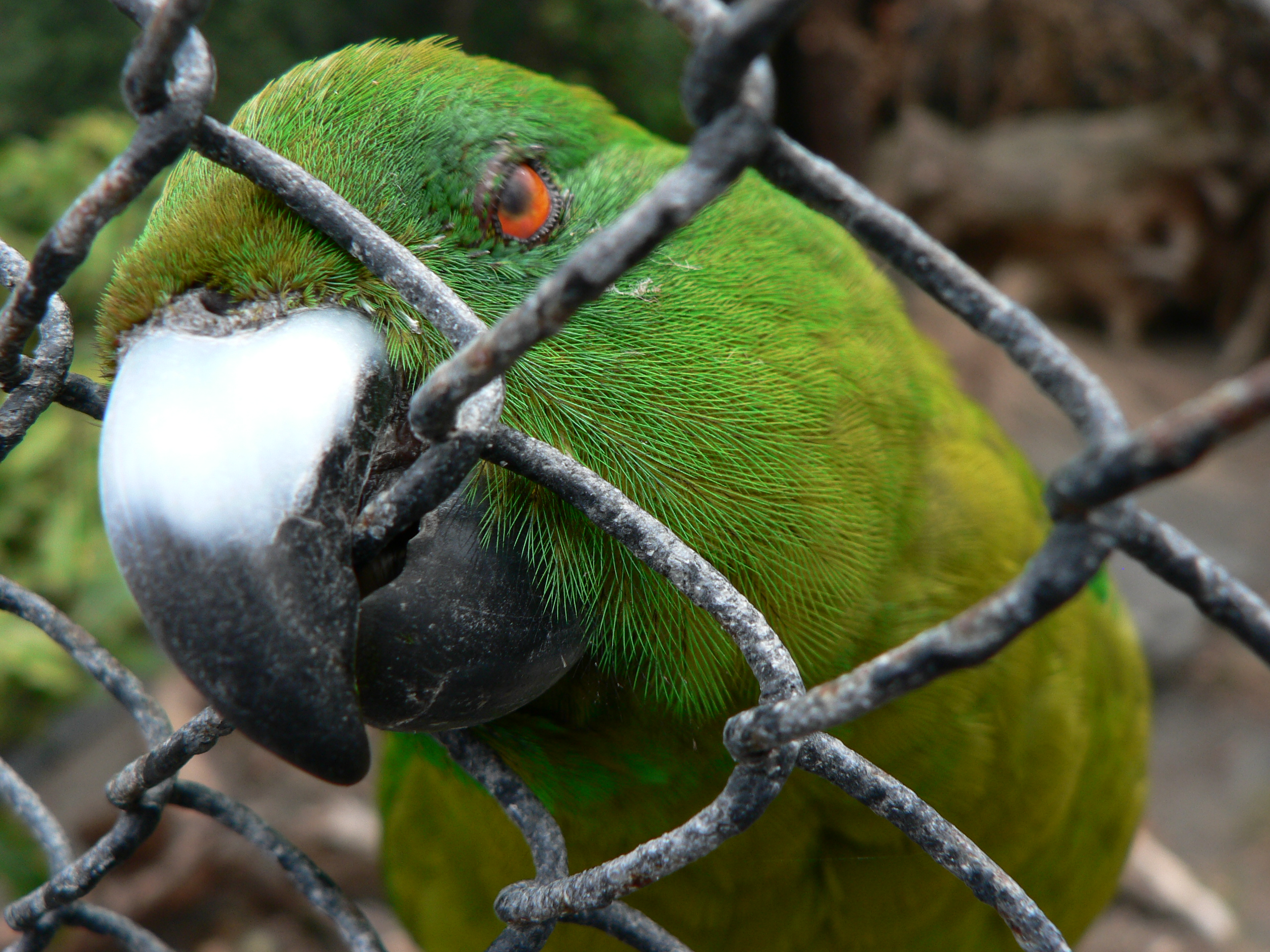
Papoušek kakariki antipodský
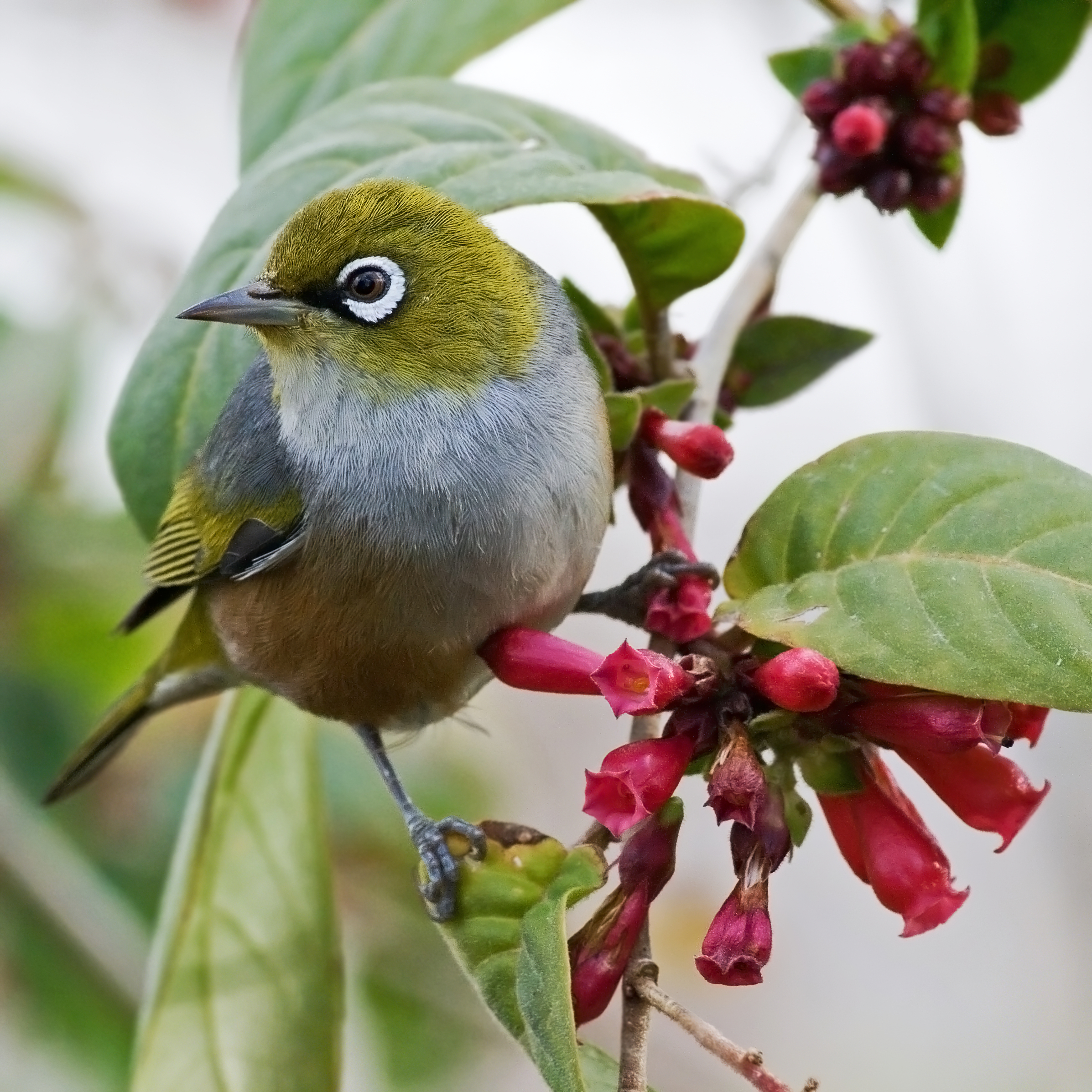
Kruhoočko australopacifické
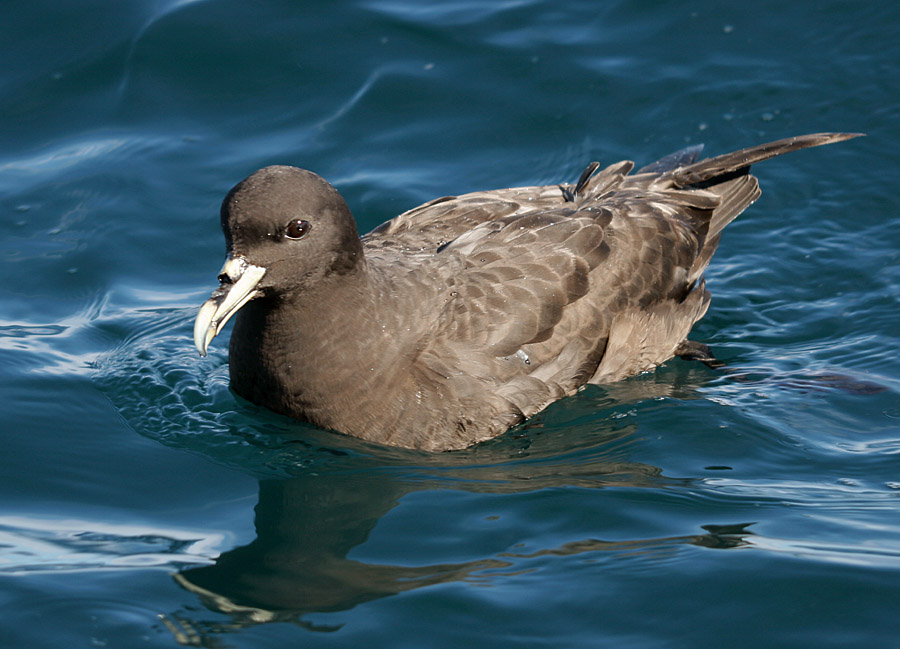
Buřňák bělobradý